# Cornelia Scheffer
Cornelia Marjolin-Scheffer (Parijs, 29 juli 1830 - aldaar, 20 december 1899) was een Franse beeldhouwer en tekenares.

## Leven en werk

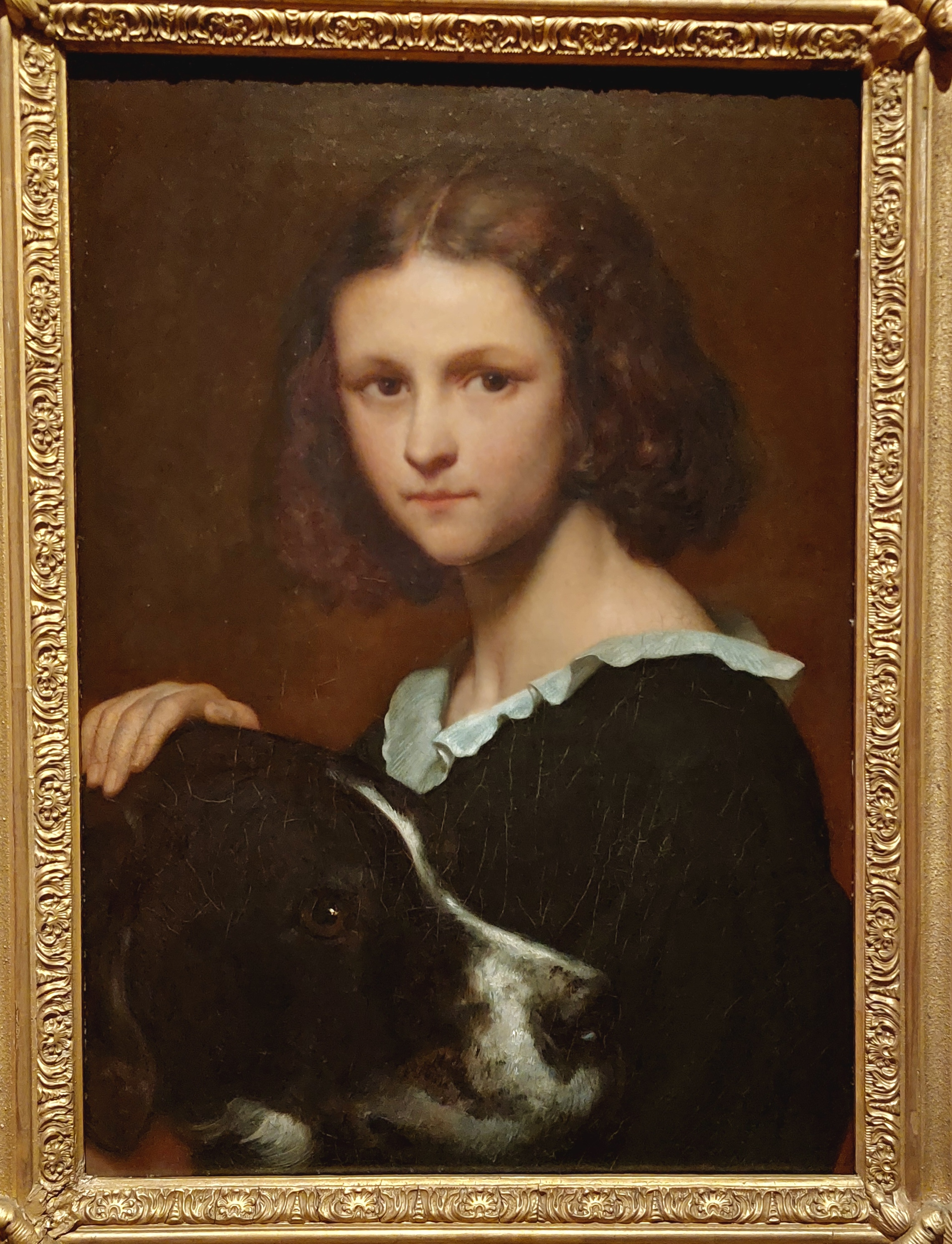
Jonge Cornelia met de gezinshond Turc

Scheffer was een dochter van de uit Dordrecht afkomstige schilder Ary Scheffer. Op haar geboorteakte wordt de naam van haar moeder vermeld als 'Maria Johanna de Nes', maar volgens overlevering was zij een -anoniem gebleven- dame van koninklijke komaf. Cornelia kwam vanaf haar zevende onder hoede van haar grootmoeder Cornelia Scheffer-Lamme. 
Ze verbleef veel in haar vaders ateliers aan de Rue Chaptal, in de kunstenaarswijk Nouvelle Athène. Haar oom Arie Johannes Lamme maakte een schilderij van haar, zittend aan de piano in het kleine atelier. Scheffer maakte onder meer bustes (onder meer van haar vader en Goethe) en kopieën in steen en verf van haar vaders werk. In 1845 trouwde ze met de 18 jaar oudere René Marjolin, kinderarts en chirurg aan het Sainte-Margueritehospitaal.
Na de dood van haar vader kocht Scheffer diens huis en ateliers. Ze was betrokken bij de totstandkoming van een monument in haar vaders geboorteplaats Dordrecht. Ze vond het ontwerp van Frédéric Auguste Bartholdi te weinig op haar vader lijken en maakte een eigen ontwerp met de beeldhouwer Joseph Mezzara, een van haar vaders oud-leerlingen.  Het werd het eerste monument voor een eigentijdse kunstenaar in Nederland. Het standbeeld van Ary Scheffer werd op 8 mei 1862 onthuld, zijn dochter kon er wegens ziekte niet bij zijn.
In de jaren 1860 ontwierp Scheffer aardewerk, dat door de schilder Édouard Manet van bloemmotieven werd voorzien. Tijdens de Frans-Duitse Oorlog (1870-1871) werd in het atelier een tijdelijk hospitaal ingericht, waarin ze werkte met haar man.
Cornelia Marjolin-Scheffer overleed op 69-jarige leeftijd en werd begraven in het familiegraf op de begraafplaats van Montmartre. Ze heeft een groot deel van haar vaders werk gelegateerd aan het Dordrechts Museum.

## Werk in openbare collecties
- Dordrechts Museum
- Museum Boijmans Van Beuningen

- Bibliothèque nationale de France: cb17814725z (data)
- Biografisch Portaal: 15432095
- Digitale Bibliotheek voor de Nederlandse Letteren: sche130
- Gemeinsame Normdatei: 13366841X
- International Standard Name Identifier: 0000 0000 1915 801X
- RKD-Nederlands Instituut voor Kunstgeschiedenis: 373665
- Système universitaire de documentation: 14774704X
- Virtual International Authority File: 43033764
- WorldCat: E39PBJxMfDhCrjHyWk3gXcT8md